# Liechtenstein ai XXIV Giochi olimpici invernali
Il Liechtenstein ha partecipato ai XXIV Giochi olimpici invernali, che si sono svolti dal 4 al 20 febbraio 2022 a Pechino in Cina, con una delegazione composta da due atleti. Il presidente del Comitato olimpico del Liechtenstein Stefan Marxer è stato il portabandiera della squadra nel corso della cerimonia di apertura.

## Delegazione
| Sport        | Uomini | Donne | Totale |
| ------------ | ------ | ----- | ------ |
| Sci alpino   | 1      | 0     | 1      |
| Sci di fondo | 0      | 1     | 1      |
| Totale       | 1      | 1     | 2      |

## Sci alpino
| Atleta         | Evento                  | Tempo              | Tempo              | Tempo              | Posizione |
| Atleta         | Evento                  | 1ª manche          | 2ª manche          | Totale             | Posizione |
| -------------- | ----------------------- | ------------------ | ------------------ | ------------------ | --------- |
| Marco Pfiffner | Combinata maschile      | 1'45"11            | 51"29              | 2'36"40            | 11º       |
| Marco Pfiffner | Evento                  | Tempo unica manche | Tempo unica manche | Tempo unica manche | Posizione |
| Marco Pfiffner | Supergigante maschile   | 1'23"66            | 1'23"66            | 1'23"66            | 28º       |
| Marco Pfiffner | Discesa libera maschile | 1'45"79            | 1'45"79            | 1'45"79            | 28º       |

## Sci di fondo
| Atleta        | Evento                           | Tempo   | Tempo   | Tempo   | Distacco | Distacco | Distacco | Posizione | Posizione |
| ------------- | -------------------------------- | ------- | ------- | ------- | -------- | -------- | -------- | --------- | --------- |
| Nina Riedener | 10 km tecnica classica femminile | 33'49"0 | 33'49"0 | 33'49"0 | +5'42"7  | +5'42"7  | +5'42"7  | 69ª       | 69ª       |
| Nina Riedener | Skiathlon femminile              | 52'55"1 | 52'55"1 | 52'55"1 | +8'41"4  | +8'41"4  | +8'41"4  | 57ª       | 57ª       |